# Hamid Bousselham
 (juillet 2024).
Si vous disposez d'ouvrages ou d'articles de référence ou si vous connaissez des sites web de qualité traitant du thème abordé ici, merci de compléter l'article en donnant les références utiles à sa vérifiabilité et en les liant à la section « Notes et références ».
Hamid Bousselham né le 30 juin 1951 à Taza au Maroc, grandi dans  la region de Rabat jusqu'en 1963.
Journaliste et historien algéro-marocain principalement axés sur l'histoire coloniale et postcoloniale de l'Algérie. Il s'est fait connaître notamment par la publication de Torturés par Le Pen (2000) et de Quand la France torturait en Algérie (2001).

## Biographie
Il étudie au Lycée Lycée Gouraud à Rabat, avant de se localiser à Alger en 1963 pour terminer ces etude au lycée Descartes d'Alger.
Il effectue des études de sciences politiques à Paris avant de rentrer en Algérie
En 1991, il crée à Alger les éditions Rahma. Il a également créé Mémoria, un magazine consacré à l’histoire. Après avoir été, également à Alger, directeur de la rédaction de l’hebdomadaire satirique El Manchar, Hamid Bousselham a publié plusieurs ouvrages aux éditions Rahma. Son père, Abdelkader Bousselham, ambassadeur d'Algérie, est l'auteur de Regards sur la diplomatie algérienne en 2005.

## Publications
- Torturés par Le Pen, Alger, Rahma, 2000
- Quand la France torturait en Algérie, Alger, Rahma, 2001  (ISBN 9961804058)
- Le Tribunal de l’histoire, Alger, Rahma, 2002.
- Les Ratonnades à Paris sous Papon, Alger, Rahma, 2003.
- Cent pages avec Daniel Timsit, Alger, Rahma, 2004.
- Cent pages avec Jules Roy, Alger, Rahma, 2005.
- Le professeur Abdelkader Bousselham, un militant de la cause nationale, Alger, Rahma,2008.
- La bataille d'Alger, Alger, Rahma, 2008.
- Le Che, Fidel, Chavez et moi, Alger, Rahma, 2009.